# Zabijaka (film 2011)
Zabijaka (ang. Goon) – kanadyjsko-amerykańska komedia sportowa z 2011 roku w reżyserii Michaela Dowse'a, oparta na biograficznej książce Goon: The True Story of an Unlikely Journey Into Minor League Hockey autorstwa Douga Smitha i Adama Frattasio. Wyprodukowana przez kanadyjskie studio Alliance Films i amerykańskie studio Magnet Releasing.
Światowa premiera filmu miała miejsce 10 września 2011 roku podczas 36. 36. MFF w Toronto.

## Opis fabuły
Marzeniem ochroniarza Douga Glatta (Seann William Scott) jest kariera hokeisty. Podczas jednego z meczów przypadkiem nokautuje zawodnika. Trener drużyny ligowej proponuje mu grę w profesjonalnym zespole. Zadanie Douga polegałoby na eliminowaniu przeciwników poprzez wybijanie im zębów czy obijanie twarzy. Problem w tym, że Doug nie potrafi jeździć na łyżwach.

## Obsada
- Seann William Scott jako Doug "The Thug" Glatt
- Liev Schreiber jako Ross "The Boss" Rhea
- Jay Baruchel jako Pat
- Marc-André Grondin jako Xavier Laflamme
- Alison Pill jako Eva
- Eugene Levy jako doktor Glatt
- David Paetkau jako Ira Glatt
- Kim Coates jako trener Ronnie Hortense
- Jonathan Cherry jako Goalie Marco "Belchie" Belchior
- Ricky Mabe jako John Stevenson
- David Lawrence jako Richard
- Ellen David jako pani Glatt
- Geoff Banjavich jako Brandon

i inni